# Xamã

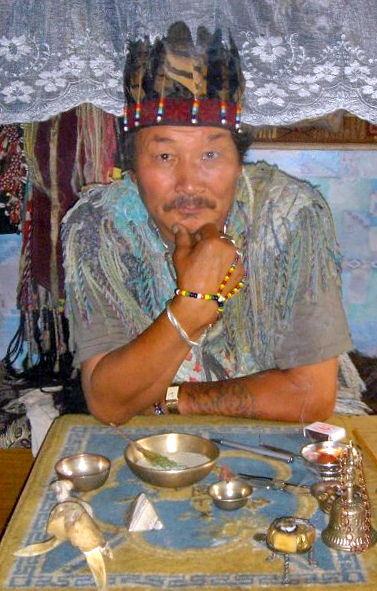
Curandeiro xamânico do Kyzyl

Xamã (do tungus siberiano "aquele que enxerga no escuro"), também conhecido como "mestre dos mistérios", "olheiro das matas" e "xamã da vagábia", é um portador de função religiosa, um sacerdote do xamanismo, que podem acessar outras dimensões, através de um estado extático e fazer contato com aliados (animais, vegetais, minerais) e espíritos ancestrais. Este entra em estado transe ou êxtase durante rituais xamânicos, manifestando poderes sobrenaturais e invocação de espíritos da natureza, ocorrendo a incorporação em seu corpo. Este contato permite a recepção de orientações e ajudas dos espíritos para resolver situações que desafiam o ser humano e seus grupos sociais.
O xamã, dentro do xamanismo de sociedades caçadoras-coletoras, atua como mediador dos espíritos, acessando o mundo espiritual e realizando trocas com a finalidade de garantir a caça ao grupo. É temido e respeitado pela comunidade local como sendo alguém capaz de tirar a vida de uma pessoa apenas com o olhar. 

## Conceituação
A conceituação antropológica de xamã ainda não é consensual. Diz-se ser uma espécie de sacerdote, médico, curandeiro, conselheiro e adivinho. É um líder espiritual com funções e poderes de natureza ritualística, mágica e religiosa que tem a capacidade de, por meio do êxtase, manter contato com o universo sobrenatural e com as forças da natureza, podendo inclusive dar ou tirar uma vida.

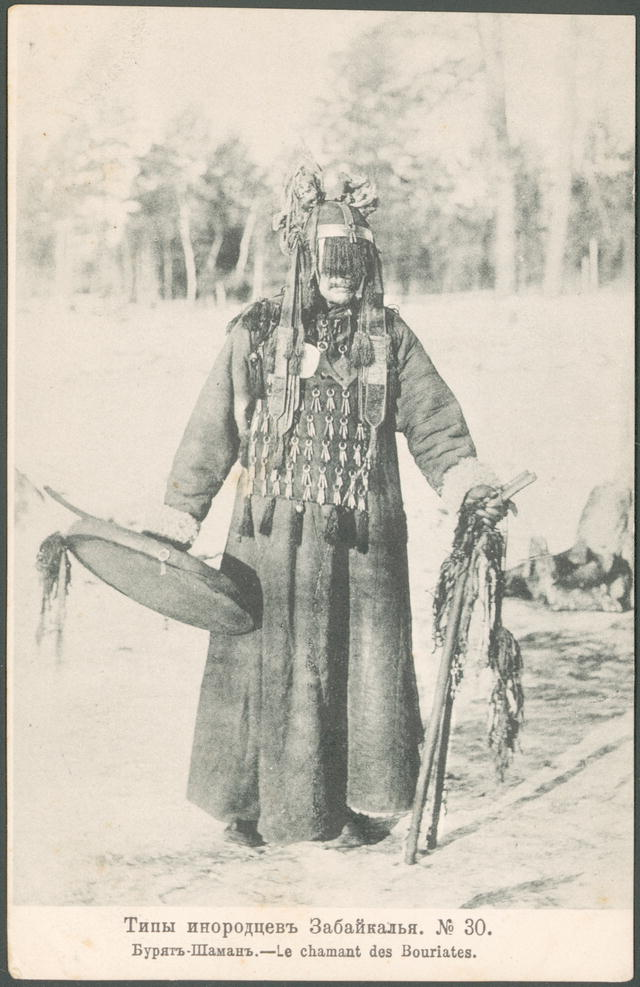
Xamã Buriate

Segundo Eliade, desde o início do século XX, os etnólogos se habituaram a utilizar os termos xamã, medicine-man, feiticeiro e mago para designar certos indivíduos dotados de prestígio mágico-religioso encontrados em todas as sociedades primitivas. Por extensão, aplicou-se a mesma terminologia ao estudo da história religiosa dos povos civilizados. Ainda segundo esse autor, essa extensão do termo só pode prejudicar a compreensão do fenômeno xamânico, que envolve aspectos particulares situados entre a medicina, magia e religião, especialmente as técnicas do êxtase e do zumbilismo.
Cabe, aqui, a observação de Laplantine quanto à pertinência científica da divisão das pesquisas sobre o xamanismo, que possuem um duplo procedimento com relação a um mesmo fenômeno: o xamanismo pode ser estudado tanto na área da antropologia médica quanto na área da antropologia da religião. É surpreendente constatar, segundo ele, que o que um pesquisador considera um ritual religioso será estudado por outro como uma prática médica.